# 4613 Mamoru
A 4613 Mamoru (ideiglenes jelöléssel 1990 OM) a Naprendszer kisbolygóövében található aszteroida. Vatanabe Kazuró fedezte fel 1990. július 22-én.